# Juntas Castellanas de Actuación Hispánica
Las Juntas Castellanas de Actuación Hispánica (JCAH) fueron un partido político español de ideología fascista fundado en Valladolid el 9 de agosto de 1931 por Onésimo Redondo. Tuvo una escasa militancia que no llegó más allá de los límites de la provincia de Valladolid y una corta existencia. En octubre de ese mismo año se integró en las nuevas Juntas de Ofensiva Nacional-Sindicalista (JONS) creadas junto con el grupo organizado en Madrid por Ramiro Ledesma Ramos y que se expresaba a través de la revista La Conquista del Estado. Fue el primer partido español de ideología netamente fascista.
Su órgano de comunicación fue el semanario Libertad.

## Antecedentes

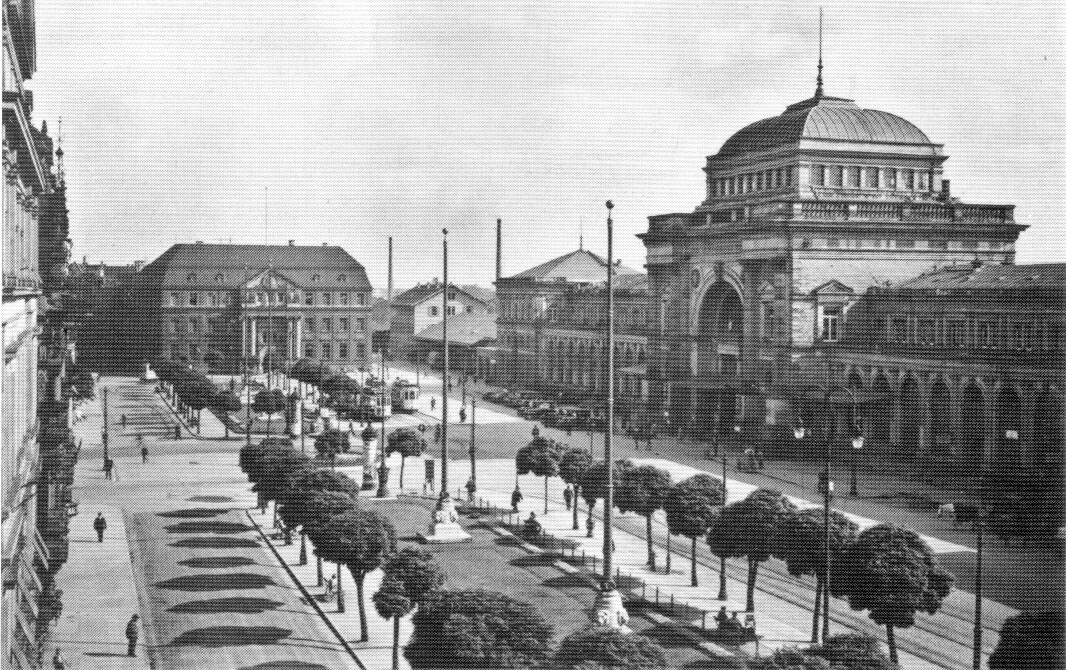
Vista de Mannheim, ciudad en la que Onésimo Redondo conoció el nacionalsocialismo.

El fundador y líder del partido fue Onésimo Redondo. Este era un hombre de extracción rural procedente de un ámbito castellano, conservador y clerical. En 1928 trabajó como lector de español en el Colegio Católico de Mannheim, donde entró en contacto con las actividades e ideología nacionalsocialista, que le impresionaron, aunque sin llegar a hacerle abandonar su catolicismo. Ello le llevó a desarrollar una ideología marcada por tres objetivos básicos: la unidad nacional, la justicia social y la primacía de los que consideraba tradicionales valores hispánicos.
Durante 1930 y 1931 organizó un sindicato de remolacheros en la provincia de Valladolid, lo que le permitió contactar con el sindicalismo. Se sentía muy identificado con la lucha de los pequeños agricultores castellanos y era hostil al separatismo catalán y vasco, a los movimientos obreros izquierdistas, a los grandes financieros y a los políticos liberales. Propugnaba una rebelión de los campesinos y comerciantes católicos de la España interior contra la forma de vida más libre que existía en las ciudades cosmopolitas, para supuestamente «salvar a la nación y acabar con las tendencias egoístas, pornográficas y judías». Creía que la actividad económica debía ser controlada por sindicatos autónomos, pero organizados a nivel nacional. Aunque había sido miembro de la Asociación Católica de Propagandistas en el pasado, en ese momento era partidario de organizar un movimiento juvenil revolucionario, nacionalista y violento. Políticamente, había apoyado a la candidatura monárquica en las elecciones municipales de abril de 1931. Después había ayudado a poner en marcha la sección vallisoletana de Acción Nacional; pero el acatamiento de este partido católico al nuevo orden establecido decepcionó al joven, que deseaba una oposición más radical a la República.
El 13 de junio de 1931 fundó en Valladolid el semanario Libertad, con el que propagó sus ideas, que propugnaban tanto la destrucción de la burguesía cosmopolita como la lucha a favor de un mayor peso de la Iglesia en la Segunda República. En el número 17 afirmaba: 

La coeducación o emparejamiento escolar es un crimen ministerial contra las mujeres decentes. Es un capítulo de la acción judía contra las naciones libres. Un delito contra la salud del pueblo que deben penar con su cabeza los traidores responsables.

 También sostenía que España estaba ya sumida en una guerra civil y que la juventud debía prepararse para la lucha: 

La juventud debe ejercitarse en la lucha física, debe amar por sistema la violencia. La violencia nacional es justa, es necesaria, es conveniente. Es una de nuestras consignas permanentes la de cultivar el espíritu de una moral de violencia, de choque militar.

 Redondo conoció la publicación de Ramiro Ledesma La Conquista del Estado, por la que sintió un interés que era correspondido por su colega.

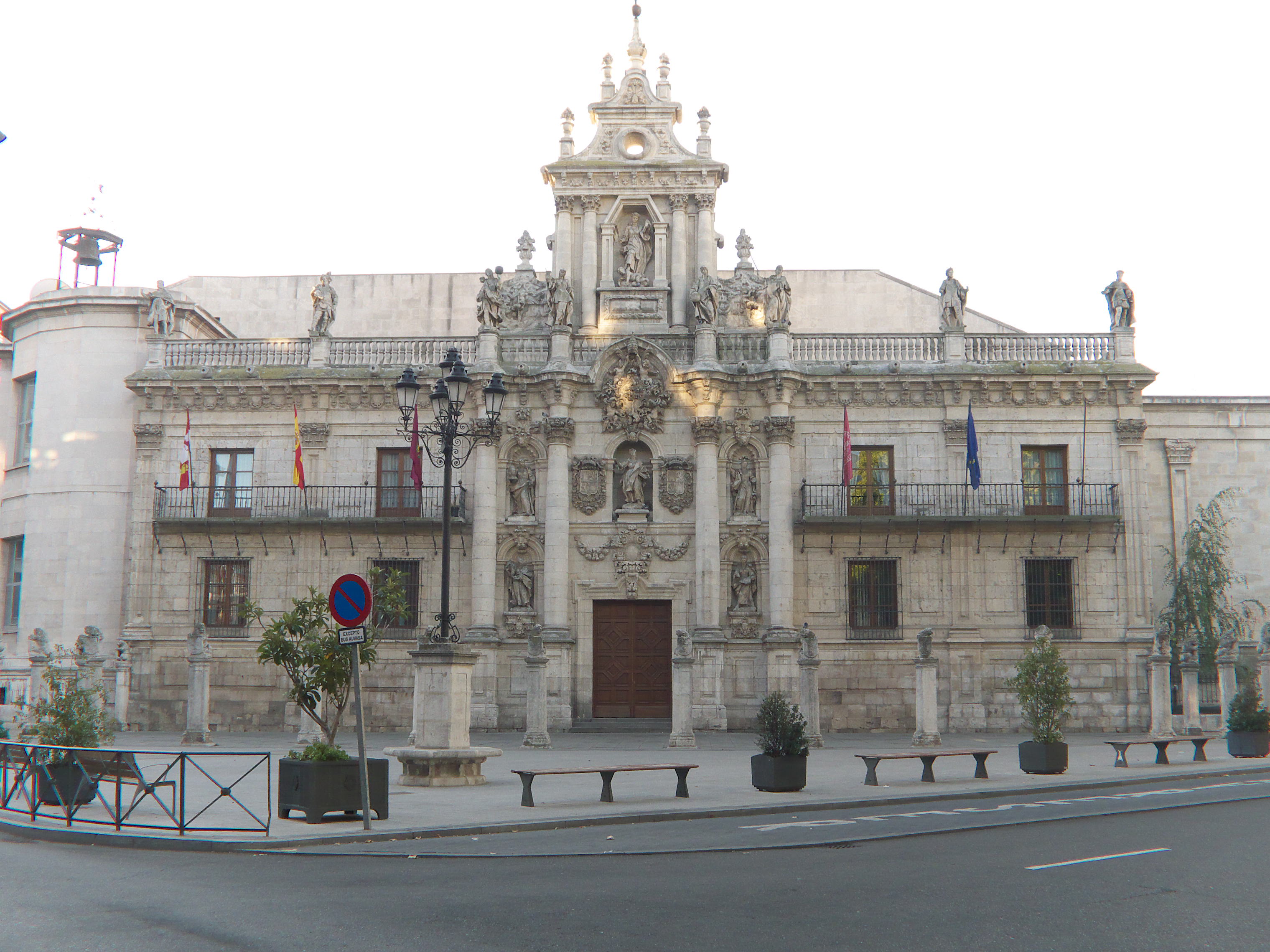
Las JCAH contaron con algunos estudiantes de la Universidad de Valladolid.

## Las Juntas
El 9 de agosto de 1931, Redondo fundó las Juntas Castellanas de Actuación Hispánica, una organización que debía servir para llevar sus ideas a la práctica. Sus primeros afiliados fueron algunos seguidores suyos de los alrededores de Valladolid y varios estudiantes radicales. Entre ellos estaban su hermano Andrés, Emilio Gutiérrez Palma, Narciso García Sánchez y los hermanos Jesús y Francisco Ercilla. Otros afiliados fueron José Antonio Girón, Carlos Sanz, Manuel González Vicén, Elías Iglesias, Fernando Bulnes y Javier Martínez de Bedoya. Los dirigentes intentaron captar a un número de seguidores suficiente para formar milicias de acuerdo a los cánones fascistas, para lo que convocaban a la juventud a la conquista del poder político, ya que era el único colectivo al que consideraba «incontaminado» por el liberalismo y el marxismo.
La organización era católica y anticomunista, y su lema era «Tradición y renovación». Uno de sus objetivos era la llamada revolución hispánica, que tenía que «correr a cargo de una promoción juvenil inflamada de anhelo de engrandecer a España». Aunque con diferencias ideológicas con el grupo de Ledesma, la ideología fascista estaba presente. No obstante, las JCAH tenían un carácter más defensivo que el colectivo formado en torno a La Conquista del Estado, de sesgo más revolucionario. Redondo consideraba necesaria la participación de la juventud en la actividad política entendida como «milicia cívica».

## Agrarismo
Para ganar el apoyo de los pequeños propietarios agrícolas conservadores, Redondo exponía un ruralismo regeneracionista inspirado en Joaquín Costa y Macías Picavea. Libertad promulgó como lema de la «nueva revolución» el de «¡Castilla, salva a España!». La Castilla idealizada de las Juntas era la de los pequeños propietarios agrarios y conservadores, una sociedad rural en la que pervivía el catolicismo tradicionalista. Incluía a las pequeñas ciudades, pero no a la capital. Redondo se oponía a la reforma agraria y, en particular, al reparto de tierras a los campesinos carentes de ellas. En contraposición, proponía una nueva orientación agrícola de la política económica, la intervención para mantener estable el precio del cereal, la creación de un banco único agrario, la extensión de los regadíos y la reconstitución de algunos patrimonios comunales eliminados por la desamortización.

## Antisemitismo

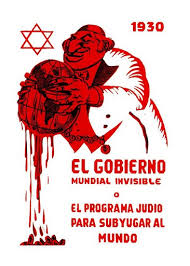
La literatura antisemita influyó en Redondo y sus JCAH.

Aunque en España pervivió durante siglos un antijudaísmo residual de raíz religiosa, el antisemitismo no era un componente fundamental en la extrema derecha española. Sin embargo, en los años treinta la radicalización política y la influencia nazi hizo que lo «judío» se uniera a la masonería y al marxismo como unos supuestos «enemigos interiores». Para entonces, ya se había difundido por toda Europa el libelo antisemita conocido como Los protocolos de los sabios de Sión. Sus tesis fueron repetidas por Henry Ford en su libro El judío internacional, que fue editado varias veces en España. Con base en este último, Redondo publicó dos artículos en Libertad: «El peligro judío», el 27 de junio de 1931, y «El judío internacional. Intervención de los hebreos americanos en la revolución rusa», el 28 de septiembre. En ellos hizo referencias denigrantes hacia el judaísmo y añadía insultos dedicados a los políticos republicanos y socialistas. Otros dirigentes de las Juntas hicieron comentarios sobre el supuesto espíritu judío de Marx.
En otro artículo publicado el 24 de julio y titulado «La próxima quema de conventos», Redondo proponía medidas explícitas para acabar con sus enemigos:

Por eso proponemos que, en la defensa, se dirijan los tiros a la cabeza de los verdaderos responsables, de esos tipos que fundan con dinero judío —¡y quien sabe si del mismo Estado español!— esas publicaciones: entre ellos se encuentra la famosa vieja que tenemos de Ministro de Bellas Artes.

Los escritos de Redondo, sin embargo, carecían de capacidad para identificar claramente al adversario, lo que perjudicó su actividad proselitista.

## Proyecto
El propósito de las JCAH era instaurar una dictadura nacional que liquidase el parlamento, promoviera actividades antisemitas y acabase con los grupos de oposición. El partido no se autodenominaba fascista, ya que consideraba que su proyecto de «revolución hispánica» era completamente original, aunque reconocía que el fascismo perseguía similares objetivos.
El partido se ocupó mucho de teorizar acerca de la legitimidad del uso de la violencia. Consideraba que era obligación del Estado frenar las amenazas existentes contra la unidad nacional. Pero, ante la inoperancia del Gobierno para frenar la violencia revolucionaria, los ciudadanos estaban autorizados a usarla a través de milicias nacionales.

## Creación de las JONS
Las pequeñas JCAH estaban completamente aisladas en Valladolid y carecían de contactos en Madrid. Pese a sus esfuerzos, el grupo no pasaba de treinta o cuarenta miembros, profesionales liberales, agricultores y universitarios como José Antonio Girón de Velasco. Puesto que Ledesma se había quedado sin recursos económicos, ambos grupos contactaron en septiembre de 1931 porque consideraban que se necesitaban el uno al otro. A pesar de sus diferencias, tanto el católico Redondo como el subversivo Ledesma eran nacionalistas, revolucionarios, antimarxistas y autoritarios. La unión de ambos grupos era necesaria para su supervivencia. En consecuencia, el 10 de octubre La Conquista del Estado anunció la fusión de ambos grupos para formar las nuevas Juntas de Ofensiva Nacional Sindicalista. Así nació la primera organización política de ideología expresamente nacionalsindicalista.